# Franc I. Štefan Lotarinški
Franc I. Štefan Lotarinški, lorenski (1729–1735) in toskanski vojvoda (1737–1765), rimsko-nemški cesar (1745), * 8. december 1708 Nancy (Francija), † 18. avgust 1765 Innsbruck (Tirolska).
Franc I. je s poroko (1736) z Marijo Terezijo pričel habsburško-lotarinško dinastijo.
Leta 1740 mu je Marija Terezija priznala sovladarski položaj v dednih habsburških deželah, leta 1745 pa je bil izvoljen za rimsko-nemškega cesarja. Kljub cesarski kroni je ostal v zgodovini v senci svoje žene Marije Terezije, ki je dejansko vladala cesarstvu.
Franca Lotarinškega vladanje ni zanimalo in je sprejemanje odločitev prepustil ženi, stal pa ji je ob strani glede finančnih zadev, veljal je namreč za finačnega genija. Tako je jamčil z lastnim premoženjem, ko je cesarica izvajala finančne reforme.
Po njegovi smrti leta 1765 je cesarska krona prešla na njegovega sina Jožefa II.